# Anti-folk
Anti-folk eller antifolk er en musikgenre beslægtet med punk og amerikansk folkemusik, der opstod i midten af 1980'erne i New York City.
Anti-folk havde sine rødder inden for punk-musikken, og bliver af nogle stadig betragtet som en aktiv scene inden for punken. Antifolk kombinerer som regel det rå udtryk fra punken med lyde fra den amerikanske folkemusik-tradition.
Genren vender den politiske musik fra 1960'ernes "hippie"-periode og vender det til en musikgenre, der lyder rå og autentisk, men ikke tager hverken folkemusikken eller sig selv seriøst. 
The Moldy Peaches og Ani DiFranco bliver betragtet som indflydelsesrige kunstnere inden for anti-folken. Nutidig anti-folk er populært mange steder i USA, og har også spredt sig til store dele af Europa. 
Anti-folk er forgængeren for andre fusionsgenrer, der inkluderer folkemusik, såsom Urban Folk og Counterfolk. 
Antifolk-scenen i Storbritannien, især i London og Brighton, har for nylig udviklet sin egen identitet uafhængig af den oprindelige amerikanske antifolk. I 2004 begyndte bands som Filthy Pedro og David Cronenberg's Wife at opnå en popularitet i London, og i Brighton kom bands som Bobby Mcgees til.
Der kan også siges at være en aktiv anti-folk-scene i Australien, centreret omkring Melbourne. Kunstnere som The Lucksmiths og The Mables laver humoristiske sange inspireret af 60'ernes popmusik. 
Beck kan siges i al fald delvist at være inspireret af anti-folk-scenen i New York, om end de færreste nok ville betegne hans musik som hjemhørende i genren.